# Frank Tapp
Frank Harold Tapp (auch Graeme Stuart (Pseudonym), * 1883 in Bath; † 15. Juni 1953) war ein britischer Komponist und Pianist. Er gilt heute als fast völlig vergessene Figur im britischen Musikleben, obwohl seine Werke zu seiner Zeit häufig in den Konzertsälen gespielt wurden. Er verwendete als Komponist auch das Pseudonym Graeme Stuart.

## Leben und Werk
Frank Tapp war zunächst Schüler von Sir Percy Buck. Er erhielt ein Kompositionsstipendium für das Royal College of Music (RCM). Er studierte dort über acht Jahre Komposition bei Charles Villiers Stanford, Frederick Bridge und Charles Wood. Sein Klavierlehrer dort war John Arthur St. Oswald Dykes (1863–1943), sein Orgellehrer William Sewell.
1910 wurde Tapp zum Dirigenten des städtischen Orchesters von Bath ernannt. Er leitete die Pump Room Concerts, hatte hier ein Orchester mit 24 Spielern zur Verfügung, das gelegentlich auf 40 Instrumentalisten aufgestockt wurde.
Als Student spielte er 1904 seine Rhapsodie für zwei Klaviere mit Harold Rhodes. Er komponierte auch ein Präludium und eine Fuge für Orgel. Sein Streichtrio wurde 1909 vom Walenn Trio aufgeführt. Er war Liebhaber von Variationen und schrieb die Symphonic Variations für Klavier und Orchester auf das Seemannslied Tom Bowling von Charles Dibdin. Er trat mit diesem Werk am 4. November 1909 als Solist in Bournemouth auf. Er schrieb auch eine Rhapsody on Tipperary für Klavier und Orchester. Nach der Uraufführung wurde dieses Werk als „genial und höchst geschickt transformiert“ beschrieben. Die Solistin bei dieser Uraufführung war Marie Novello, die das Werk später auf Tourneen in ganz Großbritannien bekannt machte. Frank Trapp schrieb auch verschiedene Orchesterouvertüren. Metropolis war dasjenige Werk, durch das Tapp in gesamten Großbritannien bekannt wurde. Es gewann hiermit 1934 den zweiten Preis beim Konzertouvertürenwettbewerb des Daily Telegraph. Es wurde in diesem Jahr bei den Proms uraufgeführt. Die Ouvertüre soll ein abstraktes Bild von London darstellen. Einziger konkreter Realitätsbezug zu diesem Stück war eine in Fis gestimmte Glocke in der Nähe von St. Martin, die den Komponisten zu dieser Komposition inspirierte. Die Ouvertüre ist kein leichtes „jeu d’esprit“, sondern bietet ein „ernsthaftes London“. Weitere Ouvertüren von Frank Trapp sind Highgate Hill, Village Revels und Island Festival. Die Ouvertüre Beachy Head enthält Partien für drei Saxophone. Sie wurde am 23. Dezember 1938 von der BBC Symphony Orchestra unter der Leitung von Anthony Collins uraufgeführt. Zu den leichteren, beim zeitgenössischen Publikum hochbeliebten Orchestersuiten gehören English Landmarks, Knick-Knacks und Land of Fancy. Frank Tapp komponierte auch kleinere Orchesterstücke wie A Wayside Melody, Woodland Echoes (mit einem Saxophonpart) und Evening Glory. Diese Stücke gab es natürlich auch als Bearbeitungen für Soloklavier. The Waltz Idyll (à la Viennoise) für Soloklavier von 1938 wird von Colin Scott-Sutherland als „herausragendes Stück, das Leopold Godowskys Alt Wien übertrifft,“ beschrieben. Darüber hinaus schrieb Tapp Streicher- und Kammermusikwerke, darunter eine Violinsonate (1931) und ein Bläserquintett für Flöte, Oboe, Klarinette, Fagott und Horn. Beide Stücke werden als „Werke ernsthafter Antriebskraft“ beschrieben.
Frank Tapp muss auch ein hervorragender Pianist gewesen sein. Im Dezember 1916 wirkte er als Solist mit dem Bournemouth Municipal Orchestra in Franz Liszts Klavierkonzert Nr. 1.